# 鳥取市立明治小学校
鳥取市立明治小学校（とっとりしりつ めいじしょうがっこう）は、鳥取県鳥取市松上にある公立小学校。2003年に創立130周年を迎えた、歴史のある学校である。
自然豊かな場所に位置する。裏山「やまびこ遊園」がある。

## 教育目標
未来を拓く豊かな心と確かな学力を身につけ、自ら考え行動するたくましさをもった子どもの育成

## 沿革
- 1873年（明治6年）7月17日 - 上原学校が開設される。
- 1874年（明治7年）10月15日 - 松上学校、河内学校が開設される。
- 1892年（明治25年）8月10日 - 松上学校、河内学校の2校が合併し、明治尋常小学校となる。
- 1923年（大正12年）9月5日 - 穏治尋常小学校（上原）を合併し、明治尋常高等小学校となる。
- 1931年（昭和6年）8月31日 - 上原分校を廃止。
- 1945年（昭和20年）2月19日 - 積雪のため体育館倒壊。
- 1949年（昭和24年）11月26日 - 上原分校を再開。
- 1953年（昭和28年）7月1日 明治村が鳥取市に編入される。（鳥取市立明治小学校と改称する）
- 1954年（昭和29年）4月1日 - 地理的事情により、上段を鳥取市立豊実小学校（現在は鳥取市立世紀小学校）の通学区域に変更。
- 1956年（昭和31年）5月25日 - 体育館落成。
- 1960年（昭和35年）3月31日 - 上原分校を廃止。（地理的事情により鳥取市立豊実小学校へ統合）
- 1960年（昭和35年）4月1日 - 地理的事情により、上原（開拓地区を除く）、尾崎の一部を鳥取市立豊実小学校の通学区域に変更。
- 1964年（昭和39年）3月31日 - 河内分校を廃止。
- 1965年（昭和40年）5月15日 - 鉄筋3階建の新校舎落成。
- 1966年（昭和41年）7月21日 - 水泳プール竣工。
- 1967年（昭和42年）11月23日 - スキー場竣工。
- 1970年（昭和45年）4月13日 - 完全給食実施。
- 1974年（昭和49年）11月17日 - 創立100周年記念事業実施。
- 1975年（昭和50年）
  - 1月12日 - 冬季間寄宿舎開設。
  - 7月21日 - 飼育舎建設。
- 1976年（昭和51年）
  - 3月10日 - 学校庭園完成。
  - 9月2日 - 兎小屋建設。
- 1977年（昭和52年）
  - 8月31日 - 体育館内装改修。
  - 11月30日 - 運動場防球ネット設置。
- 1978年（昭和53年）12月15日 - 体育館増築。
- 1979年（昭和54年）11月22日 - 渡り廊下新築。
- 1980年（昭和55年）8月20日 - 裏山「やまびこ遊園」購入。
- 1984年（昭和59年）3月15日 - 特別教育棟（3階建て）完工。
- 1986年（昭和61年）7月20日 - 体育館建築用地造成。
- 1988年（昭和63年）4月11日 - 屋内運動場竣工式挙行。
- 1991年（平成3年）2月26日 - 給食調理室竣工。
- 1995年（平成7年）3月17日 - 校舎改造記念式。
- 1996年（平成8年）5月28日 - 新プール竣工式。
- 1997年（平成9年）
  - 3月28日 - 除雪機格納庫設置。
  - 12月15日 - 旧プール跡に梅20本植樹。
- 2000年（平成12年）9月1日 - 視聴覚室インターネット接続し、運用開始。
- 2001年（平成13年）9月15日 - 学校梅林園整備。
- 2005年（平成17年）
  - 2月10日 - 運動場防球ネット改修工事。
  - 9月1日 - 学校給食が、第一学校給食センター（センター給食）へ移行。
- 2008年（平成20年）9月1日 - 特別活動室にエアコン設置。
- 2010年（平成22年）
  - 3月11日 - 2学年教室と5学年教室に液晶テレビ、特別教室に電子黒板設置。
  - 7月25日 - 各教室壁に扇風機設置。
- 2013年（平成25年）
  - 2月28日 - 耐震化工事完成。
  - 10月15日 - 140周年記念式典挙行。
- 2014年（平成26年）11月28日 - 「明治っ子の庭」完成式典。
- 2017年（平成29年）3月13日 - ブルーベリー苗木植樹。
- 2018年（平成30年）
  - 7月5日 - 体育館天井改修工事。
  - 7月24日 - 洋式水洗トイレ設置（6ヵ所）。
  - 11月16日 - 体育館屋根補修工事。
- 2020年（令和2年）
  - 3月16日 - 教室にエアコン設置。
  - 8月19日 - 教室と保健室及び職員室にLED照明設置。
  - 8月23日 - やまびこ遊園に丸太の遊具を設置。

## 通学区域
- 上原（開拓地区）、尾崎の一部、河内、細見、槙原、松上
- ただし、小規模校特別転入制度により、区域外からの通学が認められている。

## 卒業生
- 鬼塚喜八郎（アシックス創業者）

## 現況
- 小規模校であり、各学年とも1クラスとなっている。
- 現在の児童数は少子化の煽りを受け50人を切っている。

## 主な進学先
- 鳥取市立高草中学校